# جورج كلايمر
جورج كلايمر (بالإنجليزية: George Clymer)‏ (و. 1739 – 1813 م) هو سياسي من المملكة المتحدة. ولد في فيلادلفيا، بنسيلفانيا. كان عضوًا في الحزب الفيدرالي الأمريكي.
توفي عن عمر يناهز 74 عاماً.

## مناصب
تولى منصب عضو مجلس النواب الأمريكي.